# Berg-Laserkraut
Das Berg-Laserkraut (Laserpitium siler, Synonym: Siler montanum), auch Bergkümmel genannt, ist eine Pflanzenart aus der Gattung Laserkräuter (Laserpitium) innerhalb der Familie der Doldenblütler (Apiaceae). Sie ist in den Gebirgen Europas heimisch und wurde früher als Würz- und Heilpflanze verwendet.

## Beschreibung

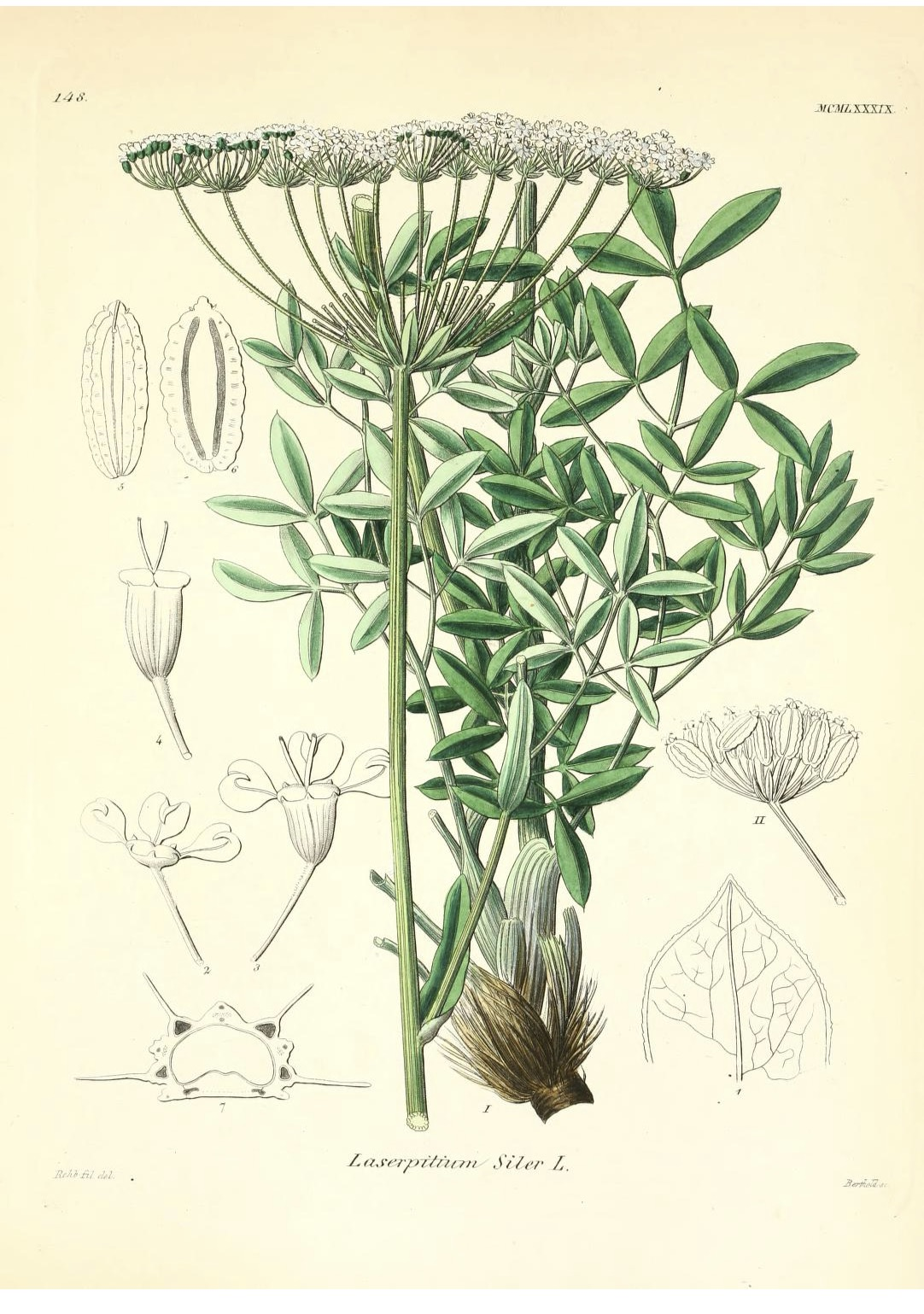
Illustration

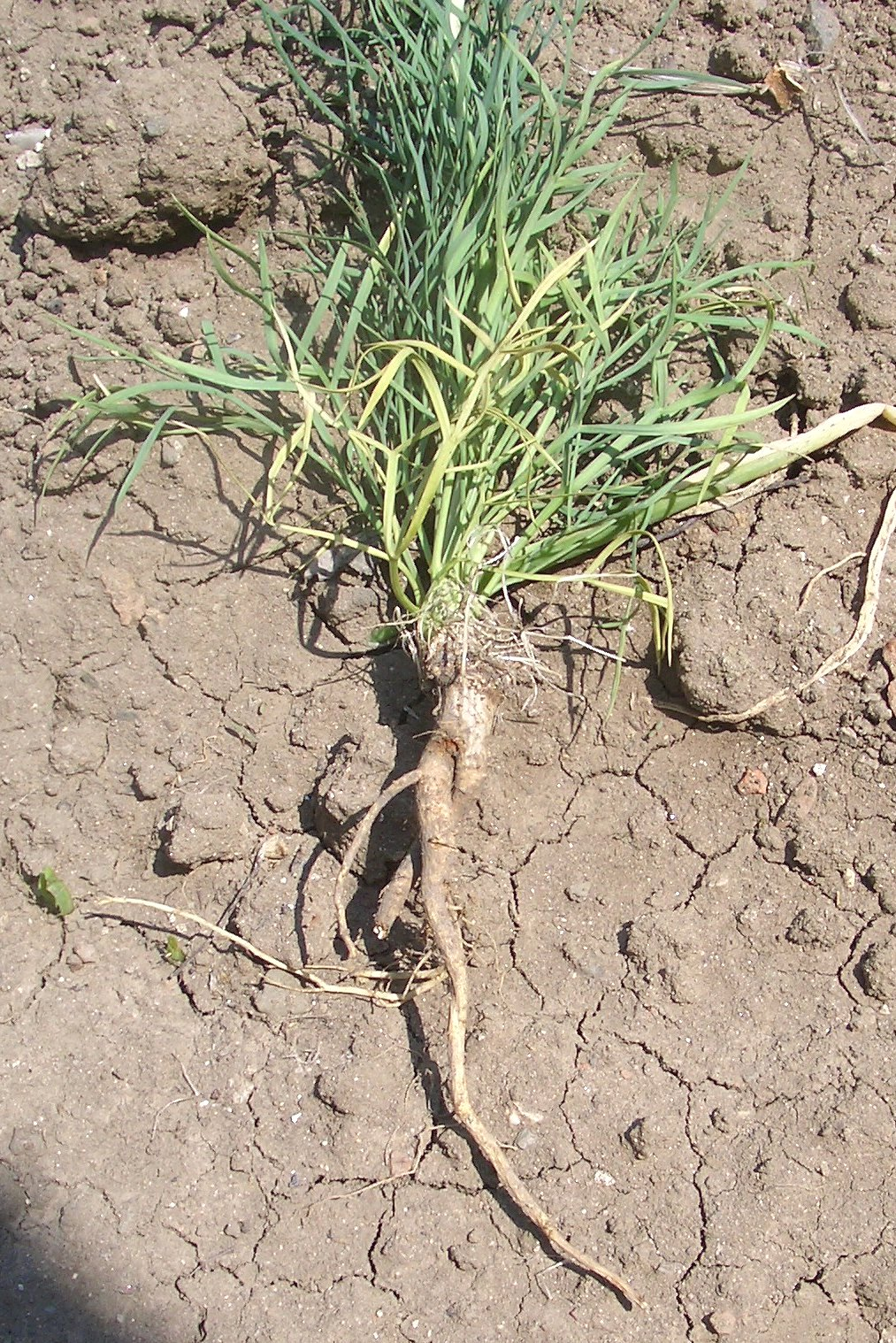
Unterirdische Pflanzenteile und die unteren Laubblätter

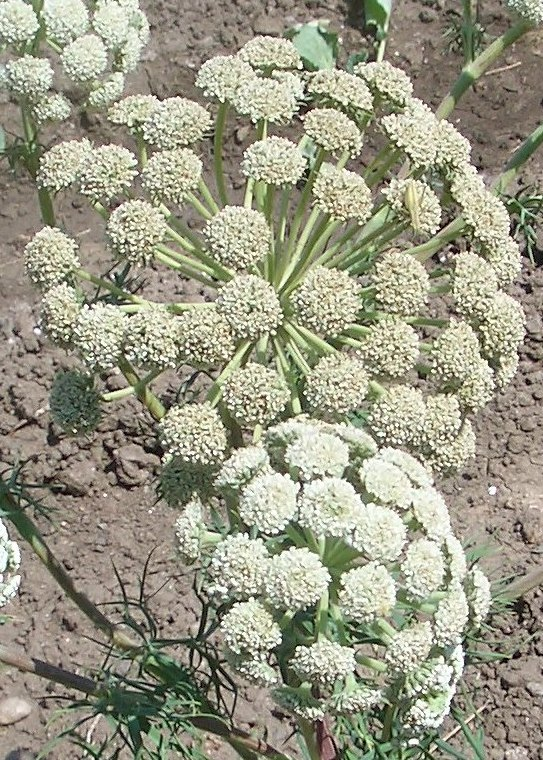
Doppeldoldige Blütenstände

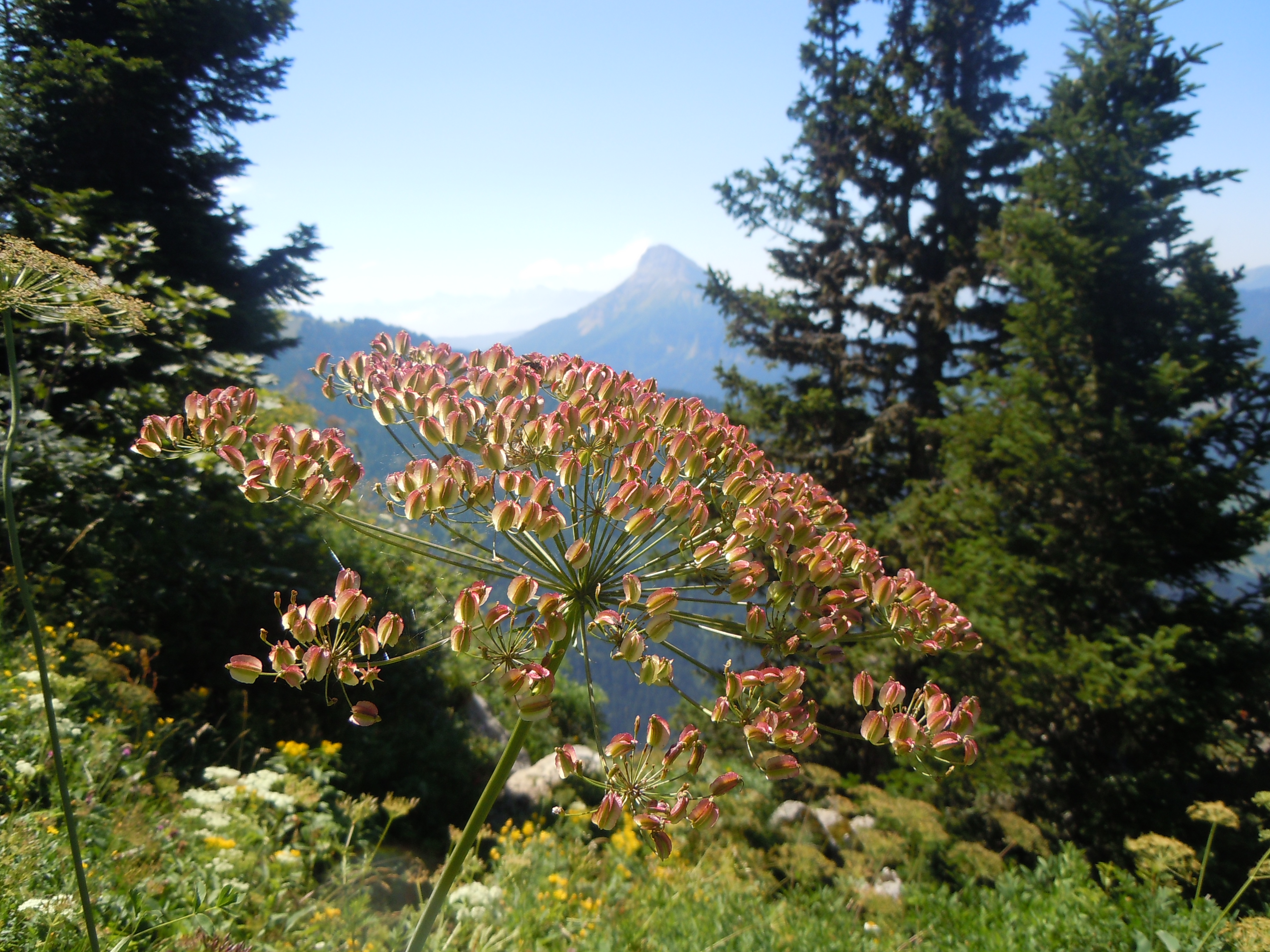
Fruchtstand

### Vegetative Merkmale
Beim Berg-Laserkraut handelt es sich um eine sommergrüne, ausdauernde krautige Pflanze, die Wuchshöhen von 30 bis 100, selten bis zu 180 Zentimetern erreicht. Die „Grundachse“ ist lang und dick, walzlich, senkrecht, außen braunschwarz und geringelt, innen weiß, von stark würzigem und bitterem Geschmack, oben mit einem starken Faserschopf. Der meist kahle Stängel ist fein gerillt, aber im Querschnitt rundlich und besitzt ab seiner Basis einen Faserschopf. Die vegetativen Pflanzenteile sind blaugrün.
Die Grundblätter sind meist 30 bis 50 Zentimeter, selten bis 100 zu Zentimeter lang, die Stängelblätter werden nach oben schnell kleiner. Im Umriss sind die zwei- bis vierfach gefiederten Laubblätter dreieckig. Die bläulich-grünen, derben, linealisch-lanzettlichen und ganzrandigen Fiederabschnitte haben oft einen etwas heller gefärbten bis weißen, leicht knorpeligen Rand. Sie sind bei grundständigen Blättern und bei unteren Stängelblättern ganzrandig und 15 bis 70 Millimeter lang und 3 bis 25 Millimeter breit.

### Generative Merkmale
Der doppeldoldige Blütenstand ist 20- bis 50-strahlig. Sowohl Hüllblätter als auch Hüllchenblätter gibt es mehrere; sie sind lanzettlich, kahl und besitzen einen breiten, helleren, häutigen Rand. Die Doppeldolde kann bis zur Fruchtzeit einen Durchmesser von 25 Zentimetern erreichen. Die Zähne der Kelchblätter sind kurz und pfriemlich zugespitzt. Die Kronblätter sind weiß, breit und verkehrt herz-eiförmig, etwa 1,5 Millimeter lang und 1,25 Millimeter breit, am Grund kurz nagelförmig zusammengezogen und an der Spitze tief ausgerandet und mit einem schmalen spitzen eingeschlagenen Läppchen versehen. Die 2 Griffel sind 2 bis 2,5 Millimeter lang.
Die kahle Frucht ist 6 bis 12 Millimeter lang und besitzt breit geflügelte Rippen.
Die Chromosomenzahl beträgt 2n = 22.

## Ökologie
Auf dem Berg-Laserkraut schmarotzt die Bergkümmel-Sommerwurz (Orobanche laserpitii-sileris). An Pilzen wurden Aecidium seselis, Puccinia bunii und Pyrenopeziza subplicata beobachtet.

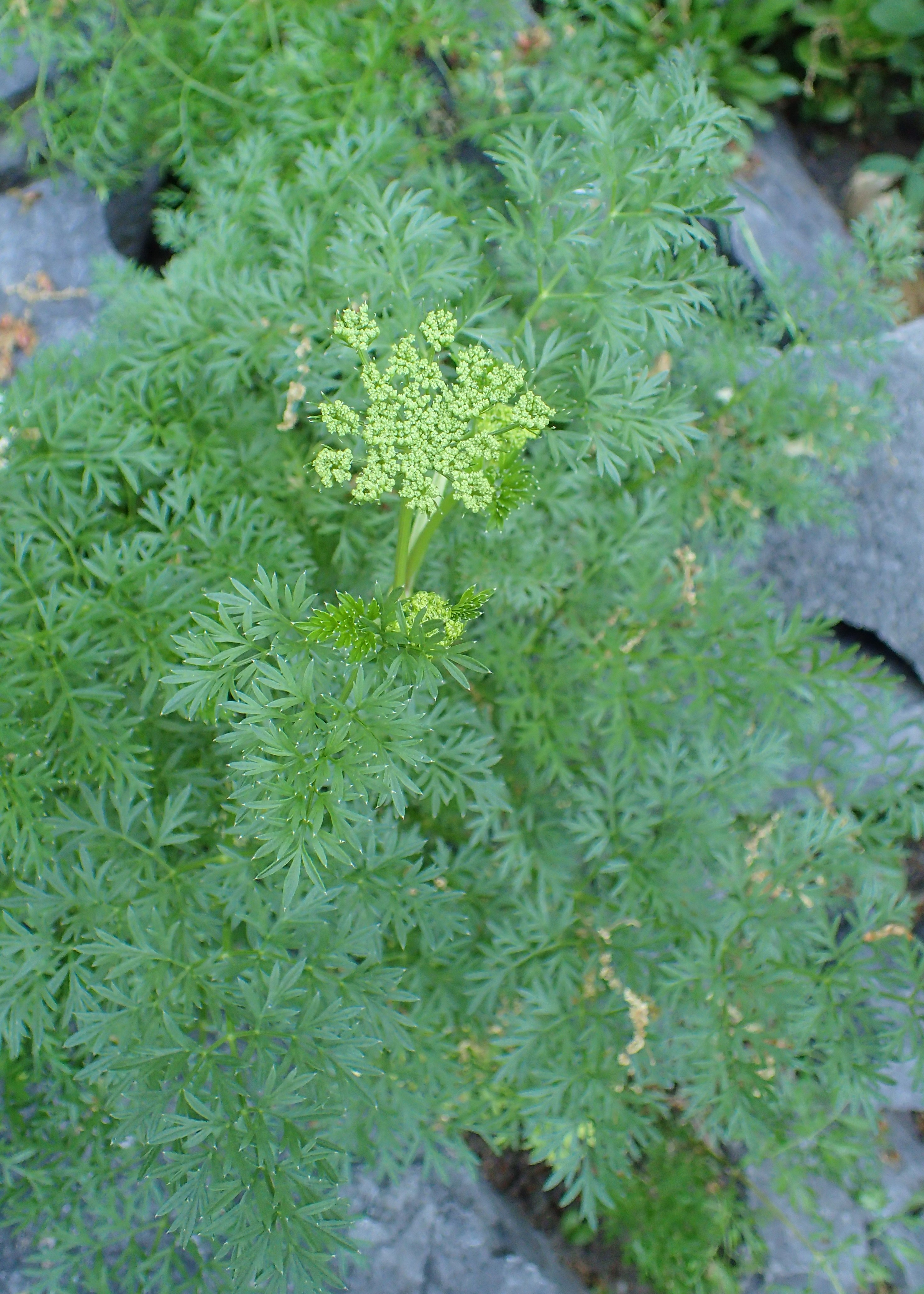
Habitus, Laubblätter und junger Blütenstand

## Vorkommen
Das Berg-Laserkraut kommt in den Gebirgen Mittel-, Süd- und Südosteuropas vor. Es handelt sich um eine wärmeliebende Pflanzenart, die meist an sonnigen Hängen, Waldrändern oder Gebüschrändern wächst. Sie gedeiht meist auf Kalkböden. Laserpitium siler ist in Mitteleuropa pflanzensoziologisch eine Charakterart des Bupleuro-Laserpitietum aus dem Verband Geranion sanguinei. Sie kommt auch in Pflanzengesellschaften des Erico-Pinion vor oder im montanen Laserpitio-Seslerietum (Verband Seslerion albicantis).
In Deutschland kommt das Berg-Laserkraut hauptsächlich in den Alpen, an einigen Fundorten auf der Schwäbischen Alb und im Urfttal in der Eifel vor. In den Allgäuer Alpen steigt das Berg-Laserkraut im Tiroler Teil am Heuberg bei Häselgehr bis in eine Höhenlage von 1700 Meter auf. Im Tessin erreicht es 2200 Meter und im Aostatal 2400 Meter.
Die ökologischen Zeigerwerte nach Landolt et al. 2010 sind in der Schweiz: Feuchtezahl F = 2 (mäßig trocken), Lichtzahl L = 4 (hell), Reaktionszahl R = 4 (neutral bis basisch), Temperaturzahl T = 3+ (unter-montan und ober-kollin), Nährstoffzahl N = 2 (nährstoffarm), Kontinentalitätszahl K = 4 (subkontinental).

## Systematik
Die Erstveröffentlichung von Laserpitium siler erfolgte 1753 durch Carl von Linné in Species Plantarum, Seite 249. Ein Synonym für Laserpitium siler L. ist Siler montanum Crantz.
Je nach Autor gibt es von Laserpitium siler einige Unterarten:
- Laserpitium siler L. subsp. siler (Syn.: Siler montanum Crantz subsp. montanum): Es gibt Fundortangaben für Spanien, Andorra, Frankreich, Deutschland, Österreich, Liechtenstein, die Schweiz, Italien, Kroatien, Serbien, Bosnien und Herzegowina, Montenegro, Albanien, Lettland und Bulgarien vor.[6]
- Laserpitium siler subsp. garganicum (Ten.) Arcang. (Syn.: Ligusticum garganicum Ten., Laserpitium garganicum (Ten.) Bertol.): Sie kommt auf dem italienischen Festland, in Kroatien, Bosnien-Herzegowina, Serbien, Montenegro, Bulgarien und Albanien vor.[6] Die Chromosomenzahl beträgt 2n = 22.[7]
- Laserpitium siler subsp. laeve (Halácsy) Hartvig (Syn.: Laserpitium garganicum var. laeve Halácsy): Sie kommt nur in Griechenland vor.[6]
- Laserpitium siler subsp. siculum (Spreng.) Santang., F.Conti & Gubellini (Syn.: Laserpitium siculum Spreng., Laserpitium garganicum subsp. siculum (Spreng.) Pignatti): Sie kommt nur auf Sizilien vor.[6]
- Laserpitium siler subsp. zernyi (Hayek) Tutin (Syn.: Laserpitium zernyi (Hayek), Siler zernyi (Hayek) Thell.): Sie kommt in Albanien und Nordmazedonien vor.[6]

Weitere Unterarten, die unter Siler montanum geführt werden und 2021 neu beschrieben wurden, sind:
- Siler montanum subsp. apuanum F.Conti & Bartolucci: Diese Unterart kommt nur auf dem italienischen Festland vor.[6]
- Siler montanum subsp. corrasianum Bacch., Congiu, F.Conti & Bartolucci: Sie kommt nur in Sardinien vor.[6]
- Siler montanum subsp. ogliastrinum Bacch., F.Conti & Bartolucci: Sie kommt nur in Sardinien vor.[6]
- Siler montanum subsp. stabianum (Lacaita) F.Conti & Bartolucci: Sie kommt nur auf dem italienischen Festland vor.[6]

## Verwendung
Die Früchte des seit dem Mittelalter auch lateinisch Siler montanum und (im Gart der Gesundheit von 1485) Siseleos genannten Berg-Laserkrauts riechen ähnlich wie Kümmel oder Fenchel, schmecken allerdings deutlich bitterer und schärfer. Das Berg-Laserkraut wurde früher als Gewürz und als Heilpflanze verwendet. Weil es schwieriger zu kultivieren ist als Kümmel und Fenchel, wird es heute nicht mehr verwendet.